# لخضر بوخرص
لخضر بوخرص ممثل وفكاهي جزائري، من مواليد 1964 متزوج وأب لطفلين، ينحدر من ولاية برج بوعريريج أين نشأ وترعرع هناك. وسبق له وأن شارك في التمثيل إلى جانب ممثلين كبار من أمثال عثمان عريوات ولديه مجموعة كبيرة من الأفلام والمسلسلات. كما سبق له وأن فاز العام الفارط بجائزة قدمها له التلفزيون الجزائري عن أحسن برنامج، في مسلسل عمارة الحاج لخضر بأجزائه الثلاث وفي عام 2016 شارك في السلسلة الفكاهية «الحاج لخضر وميمو» في دور البطولة حيث لعب أب لميمو «محمد خساني» وفي سنة 2017 شارك في السلسلة الفكاهية «قروم وقرومة» الذي تم عرضه على قناة الشروق تي في.

## أعماله
- كرنفال في دشرة 1994
- بين البارح و اليوم أكتوبر 2000
- من الدوار إلى الدولار 2004
- قوربي بالاس 2005
- خالي و تيلغراف 2007
- عمارة الحاج لخضر 1 2007
- لخضر والبيروقراطية 2007
- عمارة الحاج لخضر 2 2008
- عمارة الحاج لخضر 3 أفريل 2009
- سوق الحاج لخضر 2009
- عمارة الحاج لخضر 4 2012
- هموم الناس 2012
- عمارة الحاج لخضر 5 2013
- الحاج لخضر وميمو 2016
- قروم و قرومة 2017
- عمارة الحاج لخضر 6 2019
- حاير في دزاير 2020